# Agassizia excentrica
Agassizia excentrica is een zee-egel uit de familie Prenasteridae.
De wetenschappelijke naam van de soort werd in 1869 gepubliceerd door Alexander Agassiz.